# Canistrum (Pflanzengattung)
Canistrum ist eine Pflanzengattung aus der Unterfamilie Bromelioideae innerhalb der Familie der Bromeliengewächse (Bromeliaceae). Alle 14 Canistrum-Arten gedeihen nur im Atlantischen Regenwald „Mata Atlântica“ Brasiliens.

## Beschreibung

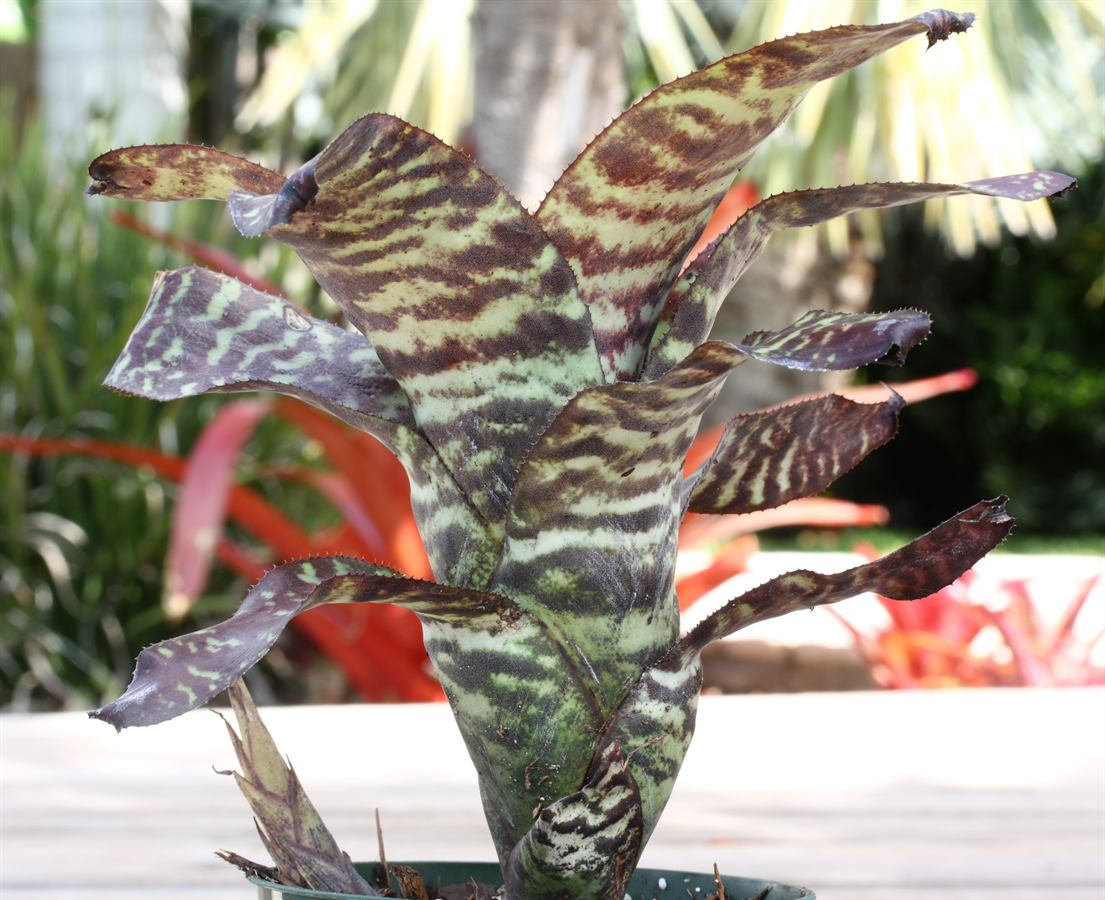
Trichterförmiger Habitus von Canistrum seidelianum mit bewehrten, gezeichneten Laubblättern. Links ist auch ein Kindel vorhanden

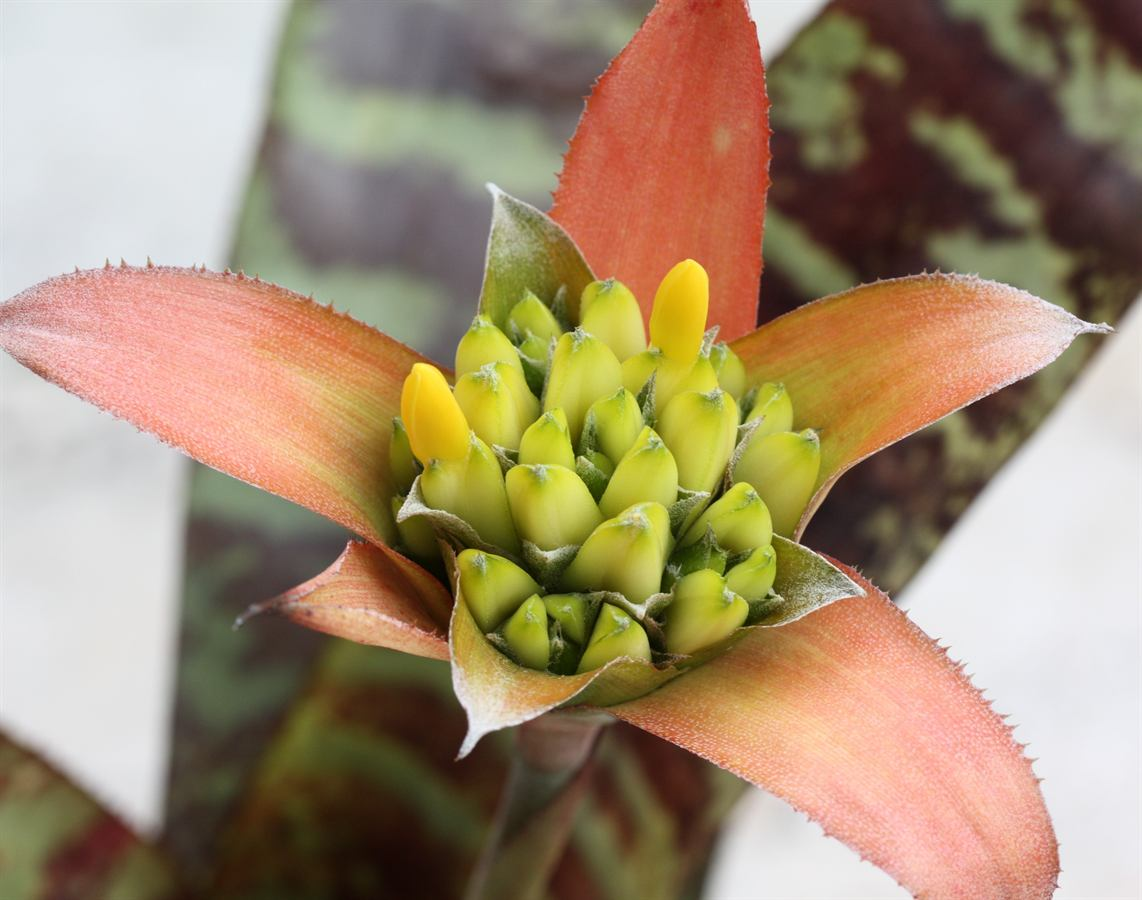
Blütenstand von Canistrum seidelianum von oben mit noch geschlossenen Blüten

Die Canistrum-Arten sind epiphytisch und terrestrisch lebende, immergrüne, ausdauernde krautige Pflanzen. Sie sehen Canistropsis- und manchen Nidularium-Arten ähnlich. Derbe Laubblätter sitzen an einer gestauchten Sprossachse und bilden Trichter, in denen Wasser gesammelt wird. Die einfachen, parallelnervigen, zungenförmigen Laubblätter besitzen ein kurz bis lang zugespitztes Ende und sind durch stachelig gesägte Blattränder bewehrt. Die Blattflächen sind einfach grün oder gezeichnet und besitzen auf der Blattunterseite angedrückte Schuppenhaare.
Es ist ein deutlich erkennbarer Blütenstandsschaft vorhanden. Die meist dekorativ gefärbten Hochblätter rahmen die durch den gestauchten, rispigen Blütenstand korbartig angeordneten, kurz gestielten Blüten ein. Die pentazyklischen (fünf Blütenblattkreise), zwittrigen, radiärsymmetrischen Blüten sind dreizählig. Es sind drei Kelchblätter vorhanden. Die drei Kronblätter sind grünlich, weiß oder gelb. Es sind zwei Kreise mit je drei Staubblättern vorhanden. Drei Fruchtblätter sind zu einem unterständigen Fruchtknoten verwachsen.
Blütenformel:
{\displaystyle \star \;K_{3}\;C_{3}\;A_{3+3}\;G_{\overline {(3)}}}
Es werden saftarme Beeren gebildet, die zahlreiche Samen enthalten. Die braunen Samen sind spindelförmig.

## Systematik
Die Gattung Canistrum wurde 1873 von Charles Jacques Édouard Morren in Belgique Hort., 23, S. 257 mit der Typusart Canistrum aurantiacum E.Morren aufgestellt. Der botanische Gattungsname Canistrum leitet sich vom griechischen Wort kanistron ab, das so viel wie „Körbchen“ bedeutet; dies bezieht sich auf den Aufbau der Blütenstände. Morren beschreibt den Blütenstand als einen flachen Korb mit Blüten, ähnlich denen, die junge Mädchen während der Bacchusfeiern trugen, gleich denen, die Gemüseanbauer in Morrens Heimatstadt Lüttich in Belgien trugen.
Es gibt etwa 14 Canistrum-Arten:
- Canistrum alagoanum Leme & J.A.Siqueira: Sie gedeiht terrestrisch oder epiphytisch nur im brasilianischen Bundesstaat Alagoas.[4]
- Canistrum aurantiacum E.Morren: Sie gedeiht terrestrisch oder epiphytisch in Höhenlagen von 0 bis 900 Metern in den brasilianischen Bundesstaaten Alagoas sowie Pernambuco.[4]
- Canistrum auratum Leme (Syn.: Canistrum regnellii Mez, Canistrum schwackeanum Mez): Sie kommt nur im brasilianischen Bundesstaat Minas Gerais.[4]
- Canistrum blockii hortus ex Chavalier: Sie ist nur aus Kultur bekannt.[4]
- Canistrum camacaense Martinelli & Leme: Sie gedeiht in Höhenlagen von 200 bis 700 Metern nur im brasilianischen Bundesstaat Bahia.[4]
- Canistrum fosterianum L.B.Sm.: Sie gedeiht epiphytisch oder gelegentlich im Sand in Höhenlagen von 50 Metern nur im brasilianischen Bundesstaat Bahia.[4]
- Canistrum guzmanioides Leme: Sie wurde 1999 brasilianischen Bundesstaat Bahia erstbeschrieben. Sie gedeiht terrestrisch oder epiphytisch an Bäumen sowie Felsen in Höhenlagen von etwa 800 Metern.[4]
- Canistrum improcerum Leme & J.A.Siqueira: Sie wurde 1999 brasilianischen Bundesstaat Alagoas erstbeschrieben.[4]
- Canistrum lanigerum H.Luther & Leme: Sie wurde 1999 brasilianischen Bundesstaat Bahia erstbeschrieben. Sie gedeiht terrestrisch.[4]
- Canistrum montanum Leme: Sie wurde 1997 brasilianischen Bundesstaat Bahia erstbeschrieben.[4]
- Canistrum pickelii (A.Lima & L.B.Sm.) Leme & J.A.Siqueira: Sie gedeiht epiphytisch an Bäumen oder an Felsen in den brasilianischen Bundesstaaten Alagoas sowie Pernambuco.[4]
- Canistrum sandrae Leme: Sie wurde 1999 brasilianischen Bundesstaat Bahia erstbeschrieben. Sie gedeiht terrestrisch oder epiphytisch in Höhenlagen von etwa 100 Metern.[4]
- Canistrum seidelianum W.Weber: Sie gedeiht epiphytisch in Höhenlagen von 400 bis 700 Metern nur im brasilianischen Bundesstaat Bahia.[4]
- Canistrum triangulare L.B.Smith & Reitz: Sie gedeiht in Höhenlagen von oberhalb von 800 Metern nur im brasilianischen Bundesstaat Espírito Santo.[4]